# Pandemia di COVID-19 in Belize
Il primo caso della pandemia di COVID-19 in Belize è stato confermato il 23 marzo 2020.

## Antefatti
Il 12 gennaio 2020, l'Organizzazione mondiale della sanità (OMS) ha confermato che un nuovo coronavirus era la causa di una nuova infezione polmonare che aveva colpito diversi abitanti della città di Wuhan, nella provincia cinese dell'Hubei, il cui caso era stato portato all'attenzione dell'OMS il 31 dicembre 2019.
Sebbene nel tempo il tasso di mortalità del COVID-19 si sia rivelato decisamente più basso di quello dell'epidemia di SARS che aveva imperversato nel 2003, la trasmissione del virus SARS-CoV-2, alla base del COVID-19, è risultata essere molto più ampia di quella del precedente virus del 2003, ed ha portato a un numero totale di morti molto più elevato.
Il 5 maggio 2023, l'Organizzazione mondiale della sanità dichiara ufficialmente la fine della pandemia.

## Cronologia

### Marzo
Il primo caso nel paese è stato confermato il 23 marzo, si trattava di una donna del Belize tornata da Los Angeles, in California. Il secondo caso è stato confermato il 25 marzo, che era entrato in contatto con il primo.
Il terzo caso in Belize è stato confermato il 29 marzo, si trattava di un viaggiatore che tornava da New York City.

### Aprile
Il 5º caso di coronavirus è stato confermato in uno studente bielorusso tornato dalla Florida.
Al 13 aprile, 2 persone erano decedute (il 4 aprile e il 10 aprile).

### Maggio
Al 5 maggio, gli ultimi 16 casi segnalati erano tutti guariti.

### Giugno
Il 5 giugno è stato segnalato un nuovo caso, un maschio che era tornato a casa da una nave da crociera, era già in quarantena quando è stato riportato il caso.
Il 6 giugno o il 7 giugno, una donna infetta ma asintomatica di 22 anni è stata trovata nel Paese illegalmente e collocata nella struttura di quarantena obbligatoria di Punta Gorda, insieme ai suoi 2 compagni di viaggio.